# Maemo
Maemo — платформа для портативных устройств, базирующаяся на Debian Linux. Используется в интернет-планшетах Nokia 770, Nokia N800, N810 и Nokia N900. В основе Maemo лежат компоненты среды GNOME, в том числе графическая библиотека gtk. Бо́льшая часть кода Maemo открыта, и послужила основой для создания Ubuntu Mobile. Существует множество приложений для платформы Maemo, почти все они бесплатные и свободные.

## Происхождение названия
Разработчик Хесус Климент (исп. Jesus Climent) утверждает, что название платформы «maemo» было создано при помощи программы для генерации паролей pwgen. По его словам, он использовал программу для создания имени для своего компьютера (программа предложила «maimo», но он исправил его на «maemo»). В дальнейшем имя его компьютера стало именем хранилища кода, потом именем проекта, а затем именем платформы.

## Системные требования
Операционная система Maemo предназначена для интернет-планшетов Nokia Internet Tablet, сходных по характеристикам со смартфонами Nseries и Eseries. Несмотря на то, что система сильно оптимизирована под устройства Nokia, основные её компоненты доступны для скачивания как пакеты, что позволяет использовать Maemo на других устройствах.

## Версии

### OS2005
Данная версия, вышедшая в 2005 году, была предустановлена на интернет-планшете Nokia 770. Она включала в себя браузер Opera, почтовые и RSS-клиенты, просмотрщики PDF-файлов и изображений, медиаплеер, графическую оболочку для APT, а также поддержку Flash 6.

## Устройства на базе Maemo
- Nokia 770
- Nokia N800
- Nokia N810
- Nokia N900

## Критика
- Хотя платформа основана на свободном ПО, некоторые компоненты данной платформы (например, модуль экранной клавиатуры) или приложения, поставляемые по умолчанию (например, менеджер файлов или медиаплеер), являются проприетарными и не доступны в виде исходных текстов.
- Закрытость некоторых компонентов приводит к ряду не решённых за долгое время проблем. Например, низкая скорость работы встроенного медиаплеера, а также ограниченная поддержка им форматов файлов. В силу отсутствия исходных текстов необходимых компонентов сторонние программисты не могут исправить данную ситуацию, а Nokia работает над улучшением проприетарных компонентов недостаточно эффективно. К счастью, для медиаплеера существуют свободные альтернативы.
- Nokia, являясь основным спонсором проекта Maemo, тем не менее, иногда игнорирует некоторые пожелания пользователей данной платформы в угоду своим собственным интересам. Например, Nokia не внедряет поддержку форматов файлов проекта Ogg в свои устройства, хотя это одна из наиболее часто запрашиваемых пользователями возможностей. Тем не менее, благодаря открытости платформы, сторонние разработчики могут сами реализовать поддержку данных форматов[5].